# René Paul Raymond Capuron
René Paul Raymond Capuron est un botaniste forestier français, né le 20 octobre 1921 et mort le 24 août 1971.

## Biographie
Chef de la division de botanique du Centre technique forestier tropical de Madagascar, Capuron a réalisé de nombreuses recherches sur la flore de l'île. Parmi ses découvertes, il faut retenir :
- Mauloutchia arillata, une nouvelle espèce de la famille des Myristicaceae.
- Takhtajania perrieri (Winteraceae) : Capuron est le premier à retrouver cette plante qui avait été découverte par Eugène Henri Perrier de La Bâthie en 1909[2].

## Œuvres
- Essai d'introduction à l'étude de la flore forestière de Madagascar, Tananarive, Inspection Générale des Eaux & Forêts, 1957, 125 p.
- Rhopalocarpacées, dans : Flore de Madagascar et des Comores, vol. 127, Paris, 1963, 41 p.
- Révision des Sapindacées de Madagascar et des Comores, dans : Mémoires du Muséum national d'histoire naturelle, t. 19, Paris, 1969, 189 p.

## Sources
- Traduction de l'article de langue anglaise de Wikipédia (version du 19 septembre 2008).
- A. Aubréville & R. Catinot, Hommage et adieu à René Capuron, dans : Bois et Forêts des Tropiques, vol. 141, 1972, p. 28-30. (lire en ligne